# فيلي بيرد
فيلي بيرد (بالإنجليزية: Willie Byrd)‏ هو لاعب كرة قدم كندية أمريكي، ولد في 19 يوليو 1983 في بوينتون في الولايات المتحدة.